# Reginald Fessenden

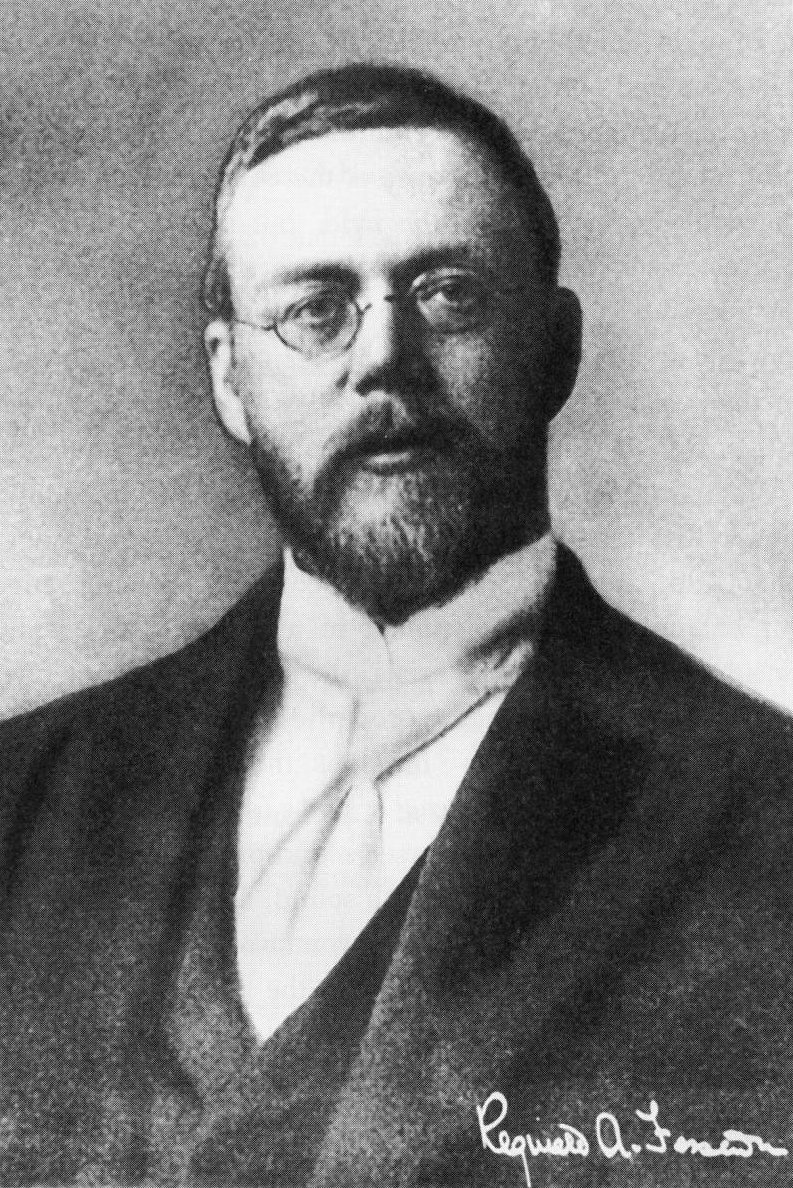
Reginald Fessenden

Reginald Aubrey Fessenden (* 6. Oktober 1866 in East Bolton, Québec; † 22. Juli 1932 in Hamilton Parish, Bermuda) war ein kanadischer Erfinder und Rundfunkpionier.
Mit rund 500 Patenten beim US-Patentamt gehört er zu den Menschen mit den meisten Patenten. Fessenden  gelang im ersten Jahrzehnt des 20. Jahrhunderts, mit einem Maschinensender, ebenso wie Valdemar Poulsen mit seinem Lichtbogensender, die weltweit erste drahtlose Übertragung von Tönen, was von beiden eine Pionierleistung sowohl für die Funktechnik wie die Entwicklung des Hörfunks war.
Die kanadische Regierung, vertreten durch den für das Historic Sites and Monuments Board of Canada zuständigen Minister, ehrte Fessenden am 20. Mai 1943 für sein Werk und erklärte ihn zu einer „Person von nationaler historischer Bedeutung“.
Sein Wohnhaus in Newton, Massachusetts ist seit 1976 unter der Bezeichnung Reginald A. Fessenden House als National Historic Landmark im National Register of Historic Places eingetragen.

## Leben
Ausgebildet als Elektriker, führte Fessenden seine Forschungstätigkeit in die Vereinigten Staaten von Amerika, wo er mit Thomas Alva Edison als Chemiker an der Entwicklung von Isolierstoffen für Elektrokabel arbeitete. 1892 arbeitete er mit George Westinghouse an der Beleuchtung für die World Columbian Exposition in Chicago. Fessenden wurde Professor für Elektrotechnik an der Purdue University und ein Jahr später Dekan der Elektrotechnischen Fakultät an der Western University of Pennsylvania.
Am 23. Dezember 1900 führte er ein erstes Experiment drahtloser Sprachübertragung über die Entfernung von 1,5 km durch. Über die Sprachverständlichkeit dieses Versuches gibt es keine Belege. Schließlich gründete Fessenden 1902 mit Unterstützung zweier  Pittsburgher Unternehmer die National Electric Signaling Company (NESCO) mit dem Ziel, für das U.S. Weather Bureau Funkverbindungen zur Morsetelegrafie zwischen Brant Rock (Massachusetts) und verschiedenen Punkten in den USA einzurichten.
1903 wurde Fessendens erster Maschinensender von Charles P. Steinmetz bei General Electric (GE) gebaut. Es handelte sich dabei um einen Längstwellensender, einen sogenannten Alternator. 1904 erteilte Fessenden GE den Auftrag, einen tausendmal stärkeren Alternator zu bauen.
Zwei Jahre später, 1906, stellte Ernst Alexanderson den fertiggestellten Alexanderson-Alternator vor, einen Langwellensender, der in Fessendens Funkstation in Brant Rock installiert wurde. Damit gelang Fessenden am Weihnachtsabend desselben Jahres die Ausstrahlung der weltweit ersten Hörfunksendung. Zuvor hatte er die Kunden des drahtlosen Telegraphie-Dienstes der National Electric Signaling Company (NASCO), des Unternehmens, das Fessendens Arbeit finanzierte, aufgefordert, um neun Uhr ihre Empfangsgeräte einzuschalten. Diejenigen, die seiner Aufforderung folgten, hörten an ihren Geräten, wie Fessenden auf der Violine Stille Nacht, heilige Nacht spielte und dazu sang, eine Aufzeichnung des Largo von Händel von einem Edison-Phonographen erklingen ließ, die Weihnachtsgeschichte aus der Bibel vorlas und frohe Weihnachten wünschte. Eine weitere Sendung zum neuen Jahr soll nach Fessendens Angaben noch im Karibischen Meer von Schiffen der United Fruit Company empfangen worden sein.
1923 präsentierte er in seiner Studie The Deluged Civilization of the Caucasus Isthmus eine Neuinterpretation von Mythologie und Geographie der frühen Griechen und Semiten und ein neues Modell zur Erklärung der Sintflutlegende, verbunden mit einer Umdeutung der in Platons Atlantisbericht geschilderten Ereignisse und Örtlichkeiten. In fachwissenschaftlichen Kreisen stießen seine Forschungsergebnisse allerdings kaum auf Interesse und gerieten bald wieder in Vergessenheit. In diesen konzentrierte man sich auf die Vorstellung von Atlantis als Platonischem Mythos.